# Саидходжаев, Абдулхамид
Абдулхамид Саидходжаев — советский хозяйственный, государственный и политический деятель.

## Биография
Родился в 1937 году. Член КПСС.
С 1959 года — на хозяйственной, общественной и политической работе. В 1959—1990 гг. — главный ветврач совхоза «Талимаран» Ангорского района Сурхандарьинской области, заведующий Алимкентским участком, главный ветврач Аккурганского районного управления сельского хозяйства, начальник управления сельского хозяйства Аккурганского райисполкома, первый секретарь Галабинского райкома КП Узбекистана, председатель Ташкентского облисполкома.
Избирался депутатом Верховного Совета Узбекской ССР 9-го, 10-го и 11-го созывов.